# Lee-Anne Pace
Pour les articles homonymes, voir Pace.
Lee-Anne Pace, née le 15 février 1981 à Paarl, est une golfeuse sud-africaine.

## Carrière
Lee-Anne Pace remporte le Ladies European Tour 2010 et le Ladies Asian Golf Tour 2010. Elle est nommée golfeuse de l'année du LET en 2010 et en 2013.